# ペルソナ (竹仲絵里のアルバム)
『ペルソナ』は、竹仲絵里のメジャー1枚目のフルアルバム。

## 概要
- 竹仲初のフルアルバムである。
- アルバムタイトルはラテン語で「人」「個人」の意味。本人によると、このタイトルは「竹仲絵里『個人』だけではなく、同時に聴く人それぞれの『個人』という意味もある」[1]「『私とあなた』って一対一の距離感で曲を伝えたいって思いや、私自身のキャラクターを表現してる」[2]。

## 収録曲
（全作詞・作曲：竹仲絵里）
1. alice
  - 編曲：松岡モトキ
2. スクランブル
  - 編曲：石井マサユキ
3. サヨナラ サヨナラ
  - 作詞・作曲・編曲：小渕健太郎
4. 泣ける場所（album version）
  - 編曲：松岡モトキ
5. ちょうどいい
  - 編曲：上田禎、鹿島達也
6. dislike you
  - 編曲：松岡モトキ
7. ありがとう（album version）
  - 編曲：松岡モトキ
8. 話そうよ
  - 編曲：長田進
9. 優しい手 震えた手（album version）
  - 編曲：上田禎、鹿島達也
10. 雨と虹
  - 編曲：松岡モトキ
11. 二人の明日
  - 作詞・作曲：小林建樹（竹仲は作詞に参加せず）／編曲：長田進
12. gerbera
  - 編曲：安部潤

## タイアップ
- TBS系「どうぶつ奇想天外!」エンディングテーマ（M-1）
- GyaOドラマ「少女には向かない職業」主題歌（M-2）
- 日本テレビ系「おじゃマンボウ」エンディングテーマ（M-3）
- 日本テレビ系「@サプリッ!」エンディングテーマ（M-7）
- 北陸電力「エコキュート」CMソング（M-8）
- アートポート・ユーロスペース映画「ギミー・ヘブン」主題歌（M-12）